# ちょうこくしつ座矮小銀河
ちょうこくしつ座矮小銀河（ちょうこくしつざわいしょうぎんが、Sculptor Dwarf Galaxy）は、銀河系の伴銀河で矮小楕円体銀河である。ちょうこくしつ座の方角に太陽系から約29万光年の距離にある。1937年にハーロー・シャプレーがボイデン天文台で発見した。ちょうこくしつ座矮小銀河には、銀河系と比べて炭素以上の重さの元素がわずか4%しかなく、宇宙の端の方にある未熟な銀河と似たように見える。

## 金属量
1999年、Majewskiらはちょうこくしつ座矮小銀河は金属量の分布によって、[Fe/H] = -2.3の部分と[Fe/H] = -1.5の部分に2つに分かれることを発見した。他の局所銀河群の多くの銀河と同様に、古く金属量の少ない部分が、新しく金属量の多い部分よりも広がっている。

## 観測
ハッブル宇宙望遠鏡とGaiaでは100もの恒星が精密に観測され、その内10個は軌道の3D化も可能になった。